# Équipe de Turquie masculine de basket-ball
Cet article traite de l'équipe masculine. Pour l'équipe féminine, voir Équipe de Turquie féminine de basket-ball.
Maillots
L'équipe de Turquie masculine de basket-ball (en turc : Türkiye Millî Basketbol Takımı) est l'équipe nationale qui représente la Turquie dans les compétitions internationales masculine de basket-ball. Elle est placée sous l'égide de la Fédération turque de basket-ball (TBF). L'équipe est affiliée à la FIBA depuis 1936. Son surnom est les 12 Dev Adam, ce qui signifie « 12 Géants ».
La Turquie a participé à tous les grands tournois internationaux de basket-ball. Ses plus grands succès sont deux médailles d'argent remportées à domicile, respectivement à l'EuroBasket en 2001 et à la Coupe du monde en 2010. La Turquie a également remporté deux médailles d'or en 1987 et 2013, une d'argent en 1971 et trois de bronze 1967, 1983 et 2009 aux Jeux méditerranéens. Elle a également remporté la médaille d'or au Championnat des Balkans de 1981.

## Histoire

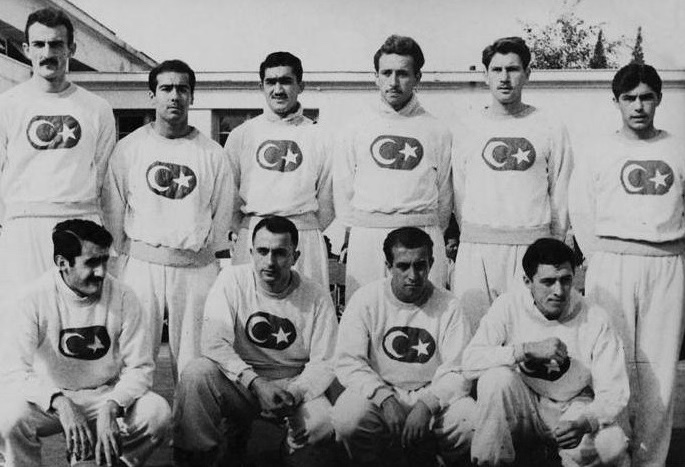
Équipe de Turquie de basket-ball (1946-1947)

La Turquie participe pour la première fois en 1936 à un tournoi international, les Jeux olympiques de Berlin. Battue par le Chili au premier tour, la Turquie termine 19e. En 1952, l'équipe participe à nouveau aux Jeux olympiques et termine 17e.

## Résultats

### Palmarès
| Compétitions mondiales                                         | Compétitions continentales       | Autres compétitions                                                                                         |
| -------------------------------------------------------------- | -------------------------------- | --- |
| - Jeux olympiques - Néant - Coupe du monde - Finaliste en 2010 | - EuroBasket - Finaliste en 2001 | - Jeux méditerranéens (2) - Vainqueur en 1987 et 2013 - Finaliste en 1971 - Troisième en 1967, 1983 et 2009 |

### Parcours en compétitions internationales

#### Jeux olympiques
| Année | Position      |      | Année         | Position     |               | Année | Position |
| 1936  | 20e           | 1976 | Non qualifiée | 2008         | Non qualifiée |       |          |
| 1948  | Non qualifiée | 1980 | Non qualifiée | 2012         | Non qualifiée |       |          |
| 1952  | Non qualifiée | 1984 | Non qualifiée | 2016         | Non qualifiée |       |          |
| 1956  | Non qualifiée | 1988 | Non qualifiée | 2020         | Non qualifiée |       |          |
| 1960  | Non qualifiée | 1992 | Non qualifiée | 2024         | Non qualifiée |       |          |
| 1964  | Non qualifiée | 1996 | Non qualifiée | 2028         | -             |       |          |
| 1968  | Non qualifiée | 2000 | Non qualifiée | 2032         | -             |       |          |
| 1972  | Non qualifiée | 2004 | Non qualifiée | Pays inconnu | -             |       |          |

#### Coupe du monde
| Année | Position      |      | Année         | Position |               | Année | Position |
| 1950  | Non qualifiée | 1978 | Non qualifiée | 2006     | 6e            |       |          |
| 1954  | Non qualifiée | 1982 | Non qualifiée | 2010     | Finaliste     |       |          |
| 1959  | Non qualifiée | 1986 | Non qualifiée | 2014     | 8e            |       |          |
| 1963  | Non qualifiée | 1990 | Non qualifiée | 2019     | 22e           |       |          |
| 1967  | Non qualifiée | 1994 | Non qualifiée | 2023     | Non qualifiée |       |          |
| 1970  | Non qualifiée | 1998 | Non qualifiée | 2027     | -             |       |          |
| 1974  | Non qualifiée | 2002 | 9e            | 2031     | -             |       |          |

#### EuroBasket
| Année | Position           |      | Année         | Position     |           | Année | Position |
| 1935  | Équipe inexistante | 1969 | Non qualifiée | 1999         | 8e        |       |          |
| 1937  | Non qualifiée      | 1971 | 12e           | 2001         | Finaliste |       |          |
| 1939  | Non qualifiée      | 1973 | 8e            | 2003         | 12e       |       |          |
| 1946  | Non qualifiée      | 1975 | 9e            | 2005         | 9e        |       |          |
| 1947  | Non qualifiée      | 1977 | Non qualifiée | 2007         | 11e       |       |          |
| 1949  | 4e                 | 1979 | Non qualifiée | 2009         | 8e        |       |          |
| 1951  | 6e                 | 1981 | 11e           | 2011         | 11e       |       |          |
| 1953  | Non qualifiée      | 1983 | Non qualifiée | 2013         | 17e       |       |          |
| 1955  | 11e                | 1985 | Non qualifiée | 2015         | 14e       |       |          |
| 1957  | 9e                 | 1987 | Non qualifiée | 2017         | 14e       |       |          |
| 1959  | 12e                | 1989 | Non qualifiée | 2022         | 10e       |       |          |
| 1961  | 10e                | 1991 | Non qualifiée | 2025         | -         |       |          |
| 1963  | 15e                | 1993 | 11e           | 2029         | -         |       |          |
| 1965  | Non qualifiée      | 1995 | 13e           | Pays inconnu | -         |       |          |
| 1967  | Non qualifiée      | 1997 | 8e            | Pays inconnu | -         |       |          |

## Joueurs marquants
- Hüseyin Beşok
- Turgay Demirel
- Orhun Ene
- Harun Erdenay
- Erman Kunter
- İbrahim Kutluay
- Tamer Oyguç
- Mirsad Türkcan
- Hidayet Türkoğlu
- Mehmet Okur

## Équipe actuelle
| Numéro | Joueur            | Poste | Naissance        | Taille | Club 2021-2022         |
| ------ | ----------------- | ----- | ---------------- | ------ | ---------------------- |
| 0      | Shane Larkin      | G     | 2 octobre 1992   | 1,82 m | Anadolu Efes           |
| 2      | Şehmus Hazer      | SG    | 15 février 1999  | 1,90 m | Fenerbahçe SK          |
| 5      | Onuralp Bitim     | SG/SF | 31 mai 1999      | 1,96 m | Bursaspor              |
| 6      | Cedi Osman        | SF    | 8 avril 1995     | 2,01 m | Cavaliers de Cleveland |
| 9      | Yiğitcan Saybir   | PF    | 27 février 1999  | 2,01 m | Anadolu Efes           |
| 10     | Melih Mahmutoğlu  | SG    | 12 mai 1990      | 1,91 m | Fenerbahçe SK          |
| 12     | Sadık Emir Kabaca | PF    | 13 décembre 2000 | 2,07 m | Galatasaray SK         |
| 19     | Buğrahan Tuncer   | PG/SG | 23 mars 1993     | 1,94 m | Anadolu Efes           |
| 21     | Sertaç Şanlı      | C     | 5 août 1991      | 2,14 m | FC Barcelone           |
| 22     | Furkan Korkmaz    | SF    | 24 janvier 1997  | 2,01 m | 76ers de Philadelphie  |
| 23     | Alperen Şengün    | C     | 25 juillet 2002  | 2,13 m | Rockets de Houston     |
| 24     | Ercan Osmani      | PF    | 4 août 1998      | 2,13 m | Beşiktaş JK            |